# Nieves Xenes
Nieves Xenes (Quivicán, 1859 - 8 de julio de 1915) fue una poetisa romántica y modernista cubana del siglo XIX.

## Trayectoria
No ha trascendido información sobre su niñez y adolescencia. Cuando contaba 19 años, después de una larga estancia en la Finca La Esperanza, propiedad de sus padres y situada en el caserío El Aguacate, también en Quivicán, la familia se estableció en La Habana.
Empezó a escribir poesía por su cuenta de manera autodidacta. Sus temas recurrentes fueron el patriotismo y el amor. Su obra exalta las bellezas naturales de Cuba el amor a patria y el destino cruel que la encerró en un amor imposible y una pasión amorosa por el orador José Antonio Cortina que nunca le declaró. 
Con el paso de los años se aisló del mundo y finalmente dejó de escribir posiblemente debido a la enfermedad de su madre y a la suya propia ocurrida el 8 de julio de 1915 sobreviviendo solo 7 meses a su madre.

## Obra
Su obra fue recopilada y publicada después de su muerte por su amiga Aurelia Castello.

### Poemas
- Al pueblo de Cuba.
- Una confesión
- Retrato nocturno
- Día de Primavera[3]